# Дрізд тибетський
Дрі́зд тибе́тський (Turdus maximus) — вид горобцеподібних птахів родини дроздових (Turdidae). Поширений в Південній Азії.

## Поширення
Тибетський дрізд мешкає в Гімалаях на півночі Індії, Пакистану, у Непалі та Бутані, а також на південному сході Тибету у Китаї. У період розмноження заселяє круті трав'янисті скелясті схили та альпійські луки трохи вище межі дерев. Зазвичай трапляється на висоті 3200–4800 м, взимку спускається на нижчі висоти, але рідко нижче 3000 м над рівнем моря.

## Опис
Досить великий дрізд, завдовжки 23—28 см. Самці чорно-коричневі з темнішим оперенням на голові, грудях, крилах і хвості. Їхній дзьоб тьмяно-помаранчево-жовтий. Самиці мають коричневу нижню частину тіла та слабкі смуги на горлі; дзьоб тьмяно-темно-жовтий. Молоді особини схожі на самиць, але мають сірувато-коричневу спину; горло і черево з сірувато-бурими прожилками. На відміну від чорного дрозда, у тибетського дрозда немає жовтого кільця навколо очей, а в голосі відсутні щебетання і трелі.

## Спосіб життя
Він всеїдний. Харчується безхребетними, ящірками, фруктами та насінням. Гніздування відбувається з травня по липень, з піком у червні на початку липня. Гніздо зроблено з мулу, шерсті тварин і тонкої трави. Самиця відкладає три-чотири яйця.